# Onderste Molen (Schinveld)
De Onderste Molen is een voormalige watermolen op de Roode Beek te Schinveld, gelegen aan de Brunssumerstraat.
Deze middenslagmolen fungeerde als korenmolen.

## Geschiedenis
De molen ligt benedenstrooms de samenvloeiing van Roode Beek en Merkelbekerbeek. Hij werd gebouwd in 1771. In 1883 werd een deel afgebroken en werd een bijgebouw geplaatst. In 1913 werd het rad door een turbine vervangen. Er kwam een nieuwe maalinrichting en een houtzagerij. Vooral rogge werd gemalen. Ook was er een haverpletter. In 1928 werd de turbine door een grotere vervangen en later werd een elektromotor bijgeplaatst.
Tegenover de molen, die op de linkeroever stond, werd op de rechteroever in 1946 een elektrische mengerij voor het bereiden van mengvoer ingericht. In 1963 kwam een eind aan het watermolenbedrijf. In 1964 werden de waterrechten verkocht en kon de beek worden gekanaliseerd. Het mengvoederbedrijf stopte in 1973 en wat bleef was een handel in vee- en huisdiervoeder.
Enkele gebouwen zijn nog aanwezig, maar niet meer herkenbaar als watermolen.